# Henri Michel (homme politique, 1922-2001)
Pour les articles homonymes, voir Henri Michel et Michel.
Henri Michel, né le 18 novembre 1922 à L'Isle-sur-la-Sorgue et mort le 30 septembre 2001 est un homme politique français.

## Biographie
Il est député de la Drôme de 1971 à 1993, ainsi que maire de Suze-la-Rousse et conseiller général du canton de Saint-Paul-Trois-Châteaux. Adhérent dès 1965 à la Convention des institutions républicaines, il est un des proches de François Mitterrand.